# Dendropsophus cruzi
Dendropsophus cruzi är en groddjursart som först beskrevs av Pombal och Bastos 1998.  Dendropsophus cruzi ingår i släktet Dendropsophus och familjen lövgrodor. IUCN kategoriserar arten globalt som livskraftig. Inga underarter finns listade i Catalogue of Life.